# Rise to Rebellion
Rise to Rebellion é um livro de ficção histórico de 2001 de Jeff Shaara que conta a história dos eventos que levaram à Revolução Americana. O livro vai desde o Massacre de Boston até a assinatura da Declaração de Independência em 1776. Os eventos da Revolução Americana são retratados através das perspectivas de múltiplos personagens, incluindo Sentry Hugh White do exército britânico, John Adams, Benjamin Franklin, o Tenente- General Thomas Gage, George Washington, o Governador Thomas Hutchinson, o Capitão James Hall, Abigail Adams, Paul Revere, Dr. Joseph Warren e o Major John Pitcairn.
Rise to Rebellion é a primeira de uma série de duas partes sobre a  Revolução Americana, inspirada na trilogia da Guerra Civil de Jeff e Michael Shaara. É concluida por The Glorious Cause.

## Ligações Externas
- «Sítio oficial»